# Ławrowo (rejon kiczmiengsko-gorodiecki)
Ławrowo (ros. Лаврово) – wieś w Rosji, w rejonie kiczmiengsko-gorodieckim obwodu wołogodzkiego. W 2010 r. liczyła 57 mieszkańców.